# Eugène de Mazenod
Eugène de Mazenod, né à Aix-en-Provence, le 1er août 1782 et mort à Marseille le 21 mai 1861, est un ecclésiastique catholique français et un évêque de Marseille (1837-1861). Il est le fondateur de la congrégation cléricale missionnaire des Oblats de Marie-Immaculée, appelée à l'origine société missionnaire de Provence. Il est canonisé en 1995 par Jean-Paul II.

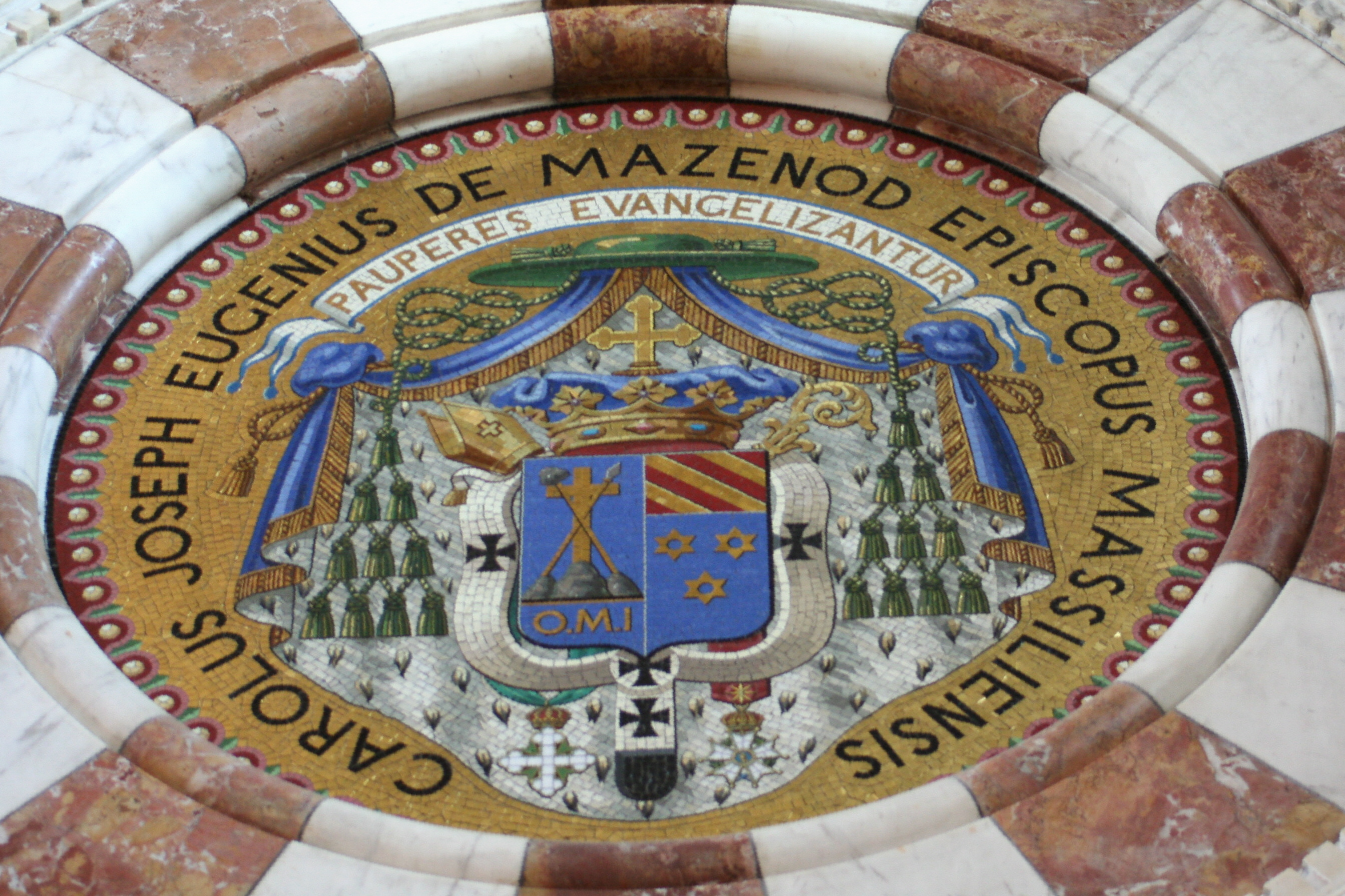
Armoiries de Mazenod dans la basilique Notre-Dame-de-la-Garde.

## Biographie

### Une jeunesse en exil
Charles Joseph Eugène de Mazenod, fils de Charles Antoine de Mazenod et de Marie Rose Eugénie Joannis, naît à Aix-en-Provence le 1er août 1782. Son père et son grand-père sont présidents de la cour des comptes du Parlement de Provence. Sa mère, richement dotée, est issue d'une famille de médecins. Compte tenu du rang qu'a eu son père sous l'Ancien Régime, la famille doit fuir dès les premiers troubles révolutionnaires. Elle se réfugie tout d'abord à Nice, qui fait alors partie du royaume de Sardaigne. Puis, au fur et à mesure de l'avancée des troupes révolutionnaires, elle se rend en Italie, à Turin (1789), où Eugène est scolarisé au collège royal, puis à Venise (1794), à Naples (1797) et enfin à Palerme en Sicile.
À Venise, les conditions de vie de la famille de Mazenod sont difficiles et les frères d'Eugène sont contraints de trouver du travail. Eugène rencontre alors un prêtre jésuite, don Bartolo Zinelli, qui lui permet de faire gratuitement ses études, et qui sera à l'origine de sa vocation religieuse. Il écrira près de cinquante ans plus tard, en revoyant Venise : « Bienheureux Zinelli, que serais-je devenu sans vous ? ». C'est dans la pauvreté qu'Eugène de Mazenod passe son adolescence. Il est privé de compagnons de son âge, mais également de sa mère, rentrée en France dès la promulgation des lois sur le divorce, afin de recouvrer ses biens confisqués par la Révolution.

### Le prêtre

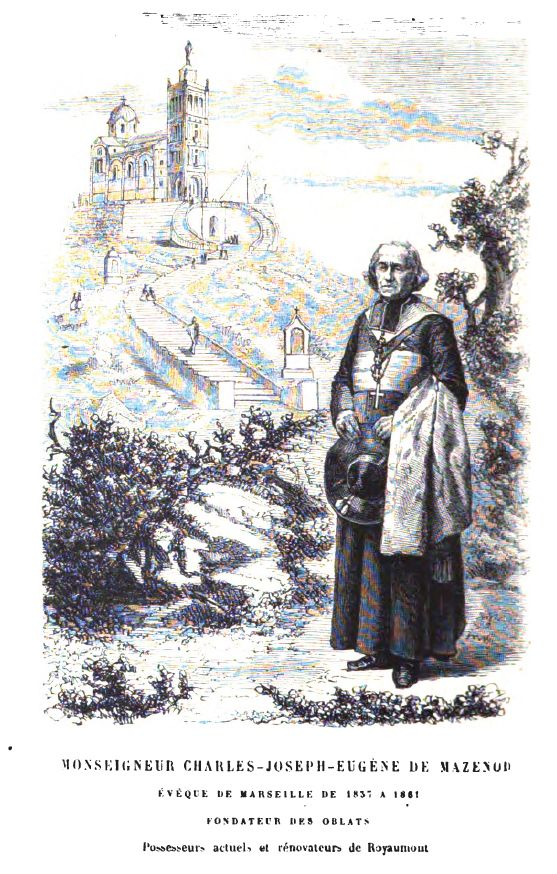
Mazenod en bas de la basilique Notre-Dame-de-la-Garde.

En 1802, un an après la signature du concordat entre Napoléon et le pape Pie VII, Eugène de Mazenod rentre en France. Après des hésitations sur sa vocation avec deux projets de mariage, il décide de faire des études théologiques au collège de Saint-Sulpice à Paris, où il rentre le 12 octobre 1808. Pendant les années de captivité du pape Pie VII imposées par Napoléon, Eugène de Mazenod entre en résistance. Il sert d'agent de liaison entre le supérieur de la compagnie des prêtres de Saint-Sulpice, le père Emery, et les cardinaux romains fidèles au pape. Fort de ses convictions, il refuse d'être ordonné prêtre par le cardinal Maury, imposé par Napoléon, sans l'accord du pape Pie VII. Il est ordonné le 21 décembre 1811 par l'évêque d'Amiens, Claude Jean François Demandolx, un ami de la famille et autrefois vicaire de Marseille avec son grand-oncle. Il refuse l'offre de Demandolx qui lui propose d'être son vicaire général, car il veut se consacrer uniquement aux pauvres.
Lorsqu'il rentre en Provence en octobre 1812, il se consacre à l'évangélisation des pauvres avec lesquels il s'entretient en langue provençale. Il a conscience des dangers de son entreprise dans le contexte politique soupçonneux du premier empire. En 1814, le typhus se déclare parmi les prisonniers de guerre entassés dans les prisons d'Aix-en-Provence. En visitant les malades, il finit par être gravement atteint lui-même, mais il se rétablit grâce à sa robuste constitution. Plus tard, le 25 janvier 1816, il fonde les Missionnaires de Provence, avec l'assentiment des vicaires généraux d'Aix. Il installe cette nouvelle fondation dans l'ancien couvent des carmélites d'Aix. Le souci majeur d'Eugène de Mazenod est de s'adapter à la situation réelle des gens, dont la vie chrétienne a été perturbée depuis vingt-cinq ans. D'où un certain nombre d'innovations, en particulier les visites à domicile et l'utilisation du provençal. Les Missionnaires de Provence participent également à plus de quarante missions paroissiales, prêchant les bases de la foi chrétienne, confessant les pénitents et favorisant un retour à la pratique religieuse après les troubles de l'époque.
L'évêché de Marseille, supprimé en 1790, est rétabli après de nombreuses interventions des autorités civiles, par une ordonnance royale du 13 janvier 1823. Celle-ci nomme évêque de Marseille Fortuné de Mazenod, l'oncle d'Eugène. Le nouvel évêque, qui est alors âgé de 73 ans, prend pour vicaires Eugène de Mazenod et le père Tempier.
La société des Missionnaires de Provence traverse alors une grave crise. Certains de ses membres sont rappelés dans leur diocèse d'origine. Seule une approbation par le Saint-Siège permettrait de sauver l'institution. Eugène de Mazenod se rend à Rome, où il rencontre le pape Léon XII qui approuve les statuts de cette société. Elle prend le nom de congrégation religieuse des « Oblats de Marie-Immaculée » (OMI) pour l'apostolat missionnaire dans les zones défavorisées. Ses membres seront au nombre de 4 760 en 1997.

### L'évêque

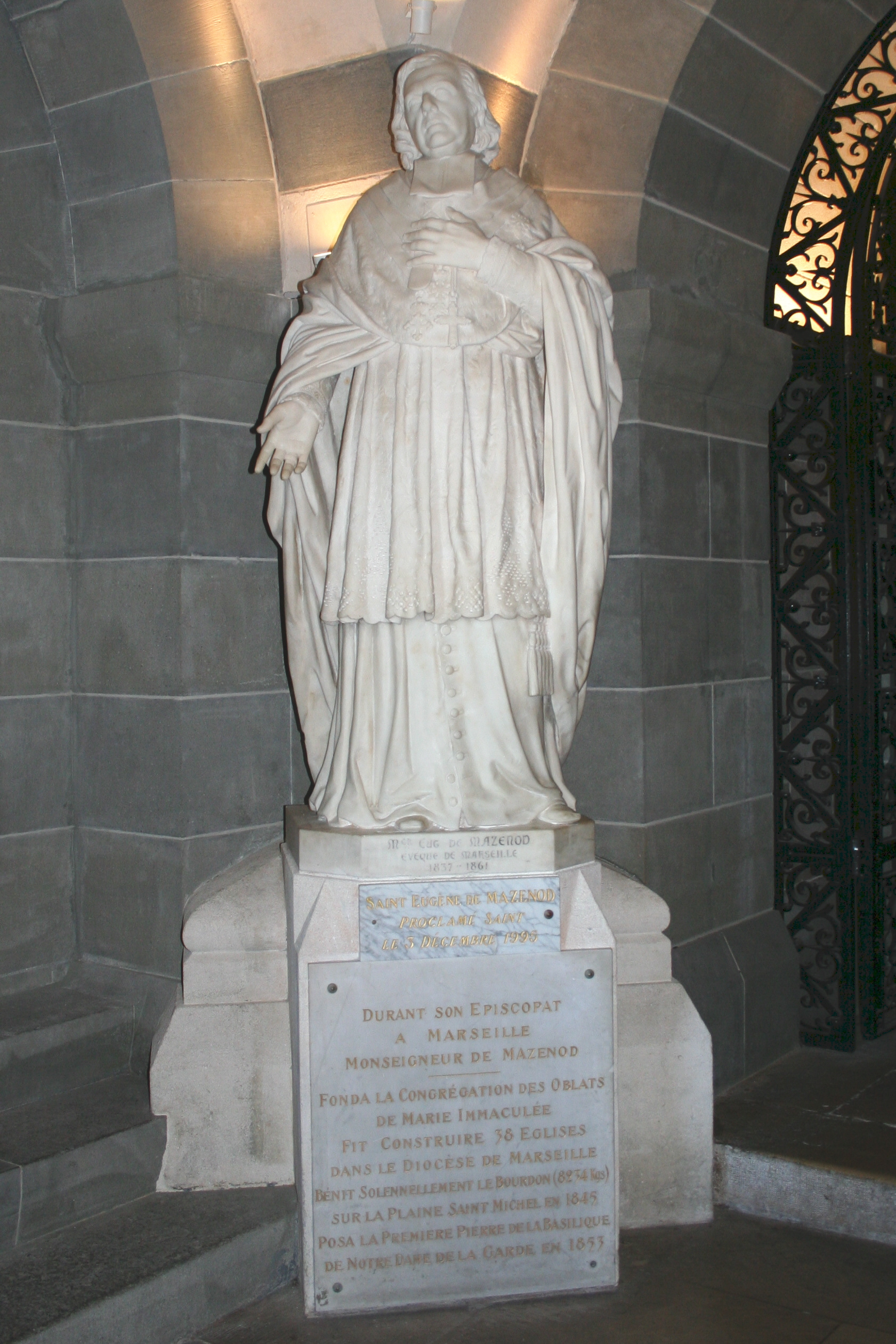
Statue d'Eugène de Mazenod, placée à l'entrée de la crypte de la basilique Notre-Dame-de-la-Garde.

Eugène de Mazenod est d'abord consacré évêque in partibus d'Icosium (de), le 14 octobre 1832, par le cardinal Carlo Odescalchi, dans l'église San Silvestro al Quirinale. En 1837, Fortuné de Mazenod, âgé de 88 ans, donne sa démission et, fait assez rare, son neveu lui succède. Le gouvernement du roi Louis-Philippe Ier n'a aucune sympathie pour le bouillant ecclésiastique. Il menace de le priver de ses droits civiques, mais estime qu'Eugène de Mazenod sera moins dangereux dans ces hautes fonctions. De 1837 à sa mort en 1861, l'évêque mènera de front sa tâche de pasteur et celle de supérieur des oblats.

#### Le supérieur des Oblats
Le 20 juin 1841, Eugène de Mazenod reçoit Ignace Bourget, le jeune évêque de Montréal, à la recherche de missionnaires. L'évêque de Marseille accepte de l'aider et six premiers missionnaires s'embarquent pour le Canada. C'est le point de départ d'une vaste évangélisation qui se poursuivra aux États-Unis, en Afrique et à Ceylan (Sri Lanka aujourd'hui).
Au mois de novembre 1857, il reçoit la visite de Frédéric-Gabriel-Marie-François de Marguerye, évêque d'Autun, venu lui aussi demander quelques missionnaires. En mars de l'année suivante, des Oblats lui sont envoyés et s'installent à Autun. En juillet 1859, Eugène de Mazenod se rend à Autun où il est fait chanoine honoraire du chapitre. À cette occasion, les reliques de saint Lazare d'Aix sont exposées. Marguerye se rend à son tour à Marseille en novembre de la même année, avec la relique d'un bras de ce saint, et fait une retraite à Notre-Dame-de-la-Garde

#### Le pasteur de Marseille

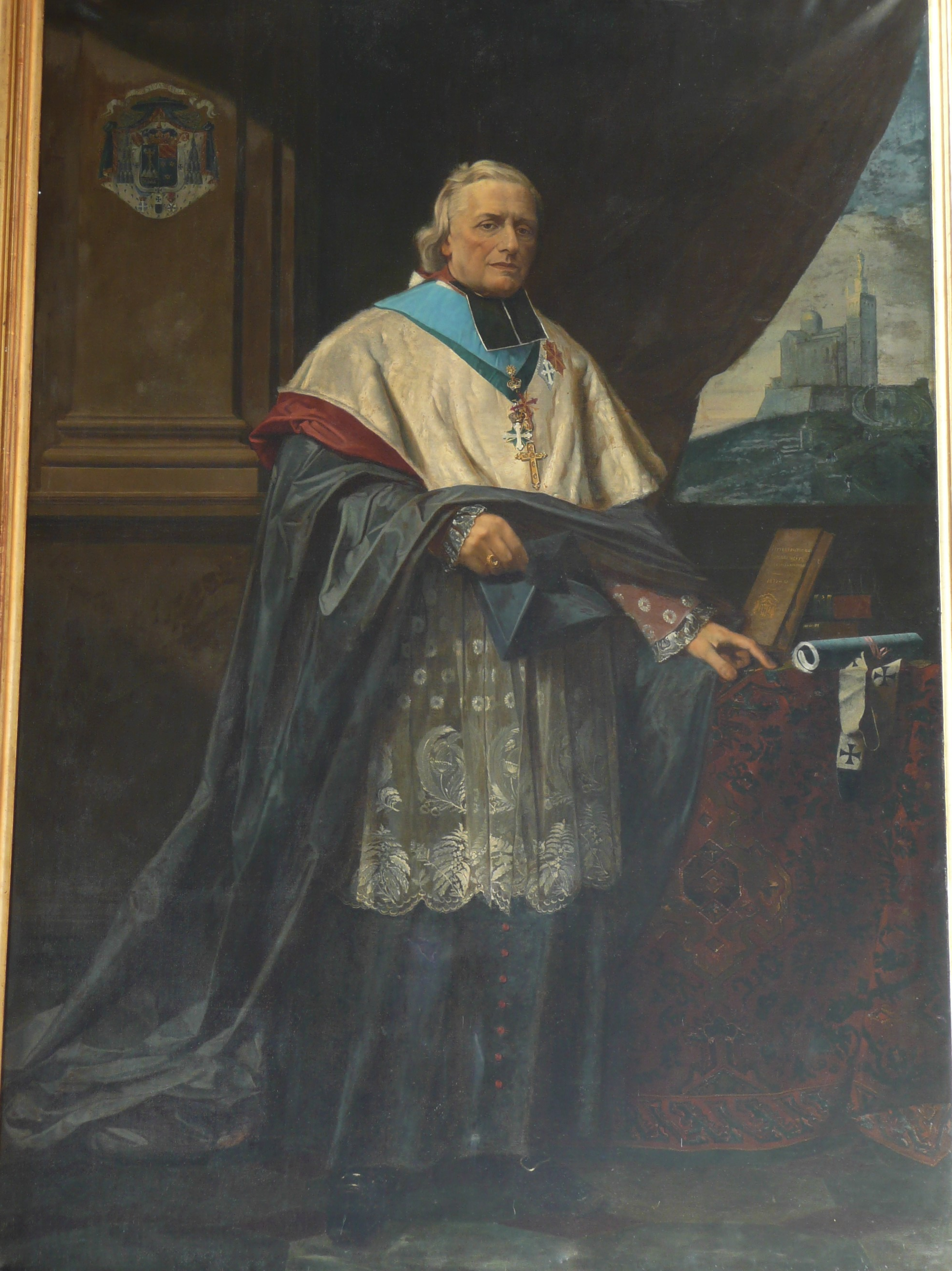
Eugène de Mazenod. Toile de la chapelle absidiale axiale de la cathédrale de La Major, où se trouve son tombeau.

La population de Marseille double presque pendant l'épiscopat de Mazenod et atteint 260 000 habitants en 1861. Il crée 21 paroisses et fait construire 34 églises. Il fait commencer les travaux de deux vastes chantiers :
- la cathédrale de la Major, maintenue par décision de la ville à l'emplacement de l'ancienne, malgré l'opposition constante de l'évêque qui aurait préféré une construction sur le cours du chapitre, l'actuel cours Joseph Thierry[9]. Le décret du 25 septembre 1852, signé par Louis-Napoléon Bonaparte, président de la République française, confirme cette décision[10].
- la basilique Notre-Dame-de-la-Garde, qui deviendra le symbole de la ville. Grâce à son intervention auprès du général Adolphe Niel, futur maréchal de France, le comité des fortifications donnera un avis favorable, et le ministère de la Guerre, propriétaire des terrains, donnera l'autorisation de la construction de la basilique[11]. Mgr de Mazenod, sans remettre en cause la désignation d'Henri-Jacques Espérandieu comme architecte, regrette de voir un architecte protestant diriger la construction d'un sanctuaire catholique dédié à la vierge Marie. Il pose la première pierre le 11 septembre 1853.

### Fin de vie

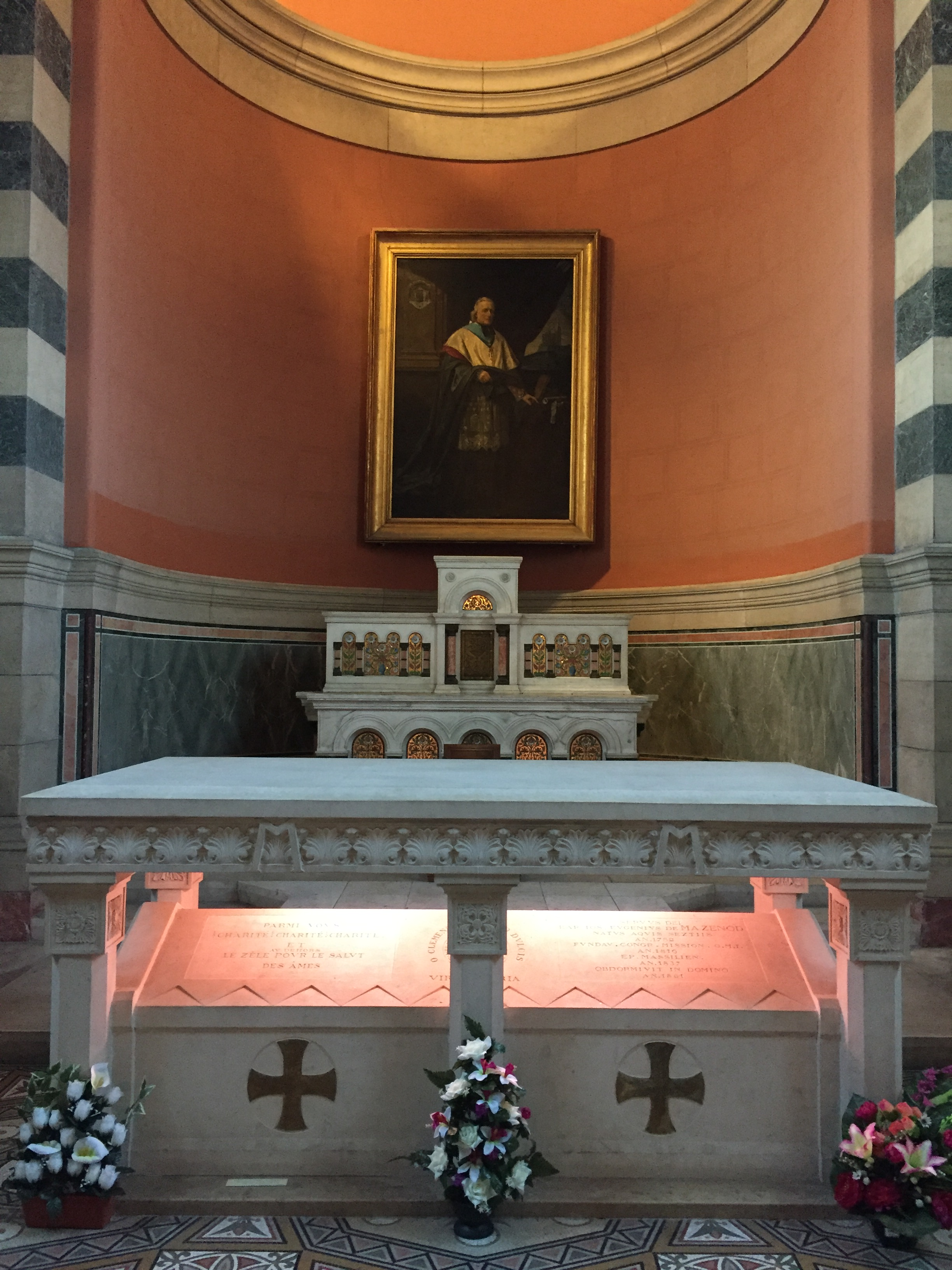
Tombeau d'Eugène de Mazenod.

La maladie le surprend début janvier 1861. Durant ses derniers jours, il murmure : « Comme je voudrais me voir mourir, pour bien accepter la décision de Dieu ... Si je viens à m'assoupir et que je sois plus mal, réveillez-moi, je vous prie. Je veux mourir en sachant que je meurs ! » Doyen des évêques de France, il meurt le 21 mai 1861. Les funérailles ont lieu à l'église Saint-Martin, à cause des travaux de la nouvelle cathédrale. Chalandon, archevêque d'Aix, célèbre la messe et prononce l'homélie. Son tombeau se trouve dans la chapelle axiale de la cathédrale de la Major.
Le père Joseph Fabre lui succède à la tête de sa congrégation.

## Succession apostolique
Eugène de Mazenod a ordonné les évêques suivants :
- Cardinal Joseph Hippolyte Guibert, O.M.I. (1842)
- Archevêque Jean-François Allard, O.M.I. (1851)
- Archevêque Alexandre Antonin Taché, O.M.I. (1851)
- Évêque Stefano Semeria (it), O.M.I. (1856)
- Évêque Jacques Jeancard (de) (1858)
- Évêque Vital-Justin Grandin, O.M.I. (1859)

## Hommages

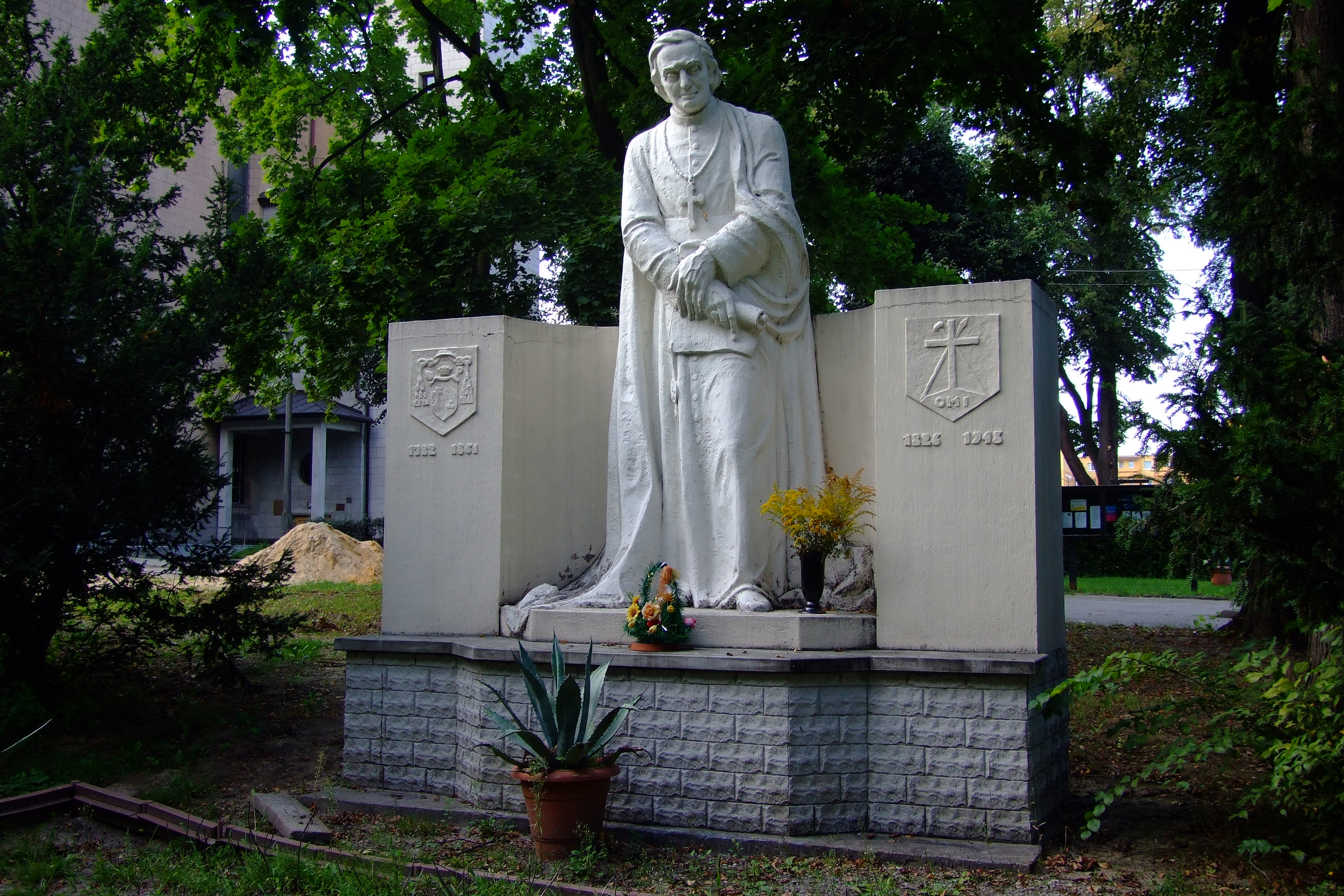
Statue d'Eugène de Mazenod en Pologne.

- Eugène de Mazenod a été béatifié par Paul VI le 19 octobre 1975, et canonisé le 3 décembre 1995 par Jean-Paul II. Il est fêté le 21 mai[13].
- Une statue de Mazenod réalisée par Ramus a été placée à l'entrée de la crypte de Notre-Dame de la Garde.
- Son nom a été donné à une rue à Marseille et de Lyon, ainsi qu'à une avenue à Aix-en-Provence, ainsi qu'à Québec. À Lyon, la rue Mazenod doit en réalité son nom à une autre origine : Catherine Mazenod, donatrice de terrains.
- Une statue de Mazenod existe en Pologne.
- Un collège privé[14], fondé en 1953 dans le quartier du Rouet, dans le 8e arrondissement de Marseille, porte son nom. Il se trouve désormais dans le quartier des Accates, dans le 11e arrondissement, depuis 2013.
- Un collège privé porte également son nom à Ngaoundéré, au Cameroun, depuis le 8 décembre 1954, fondé par Yves Plumey, O.M.I.[15].
- En Haïti, le collège-lycée privé Mazenod est dirigé par les OMI, dans la ville de Camp-Perrin (canton des Cayes)
- Il existe un santon de Provence à l'effigie de saint Eugène de Mazenod, réalisé par Artera[16].
- L'Unité pastorale de Salon-de-Provence-Grans, dans le Diocèse d'Aix-en-Provence, porte le nom d'Unité pastorale Saint-Eugène-de-Mazenod.
- Une rue de Québec porte son nom dans le quartier Saint-Sauveur[17].
- La ville de Mazenod, où se trouve l'aéroport international Moshoeshoe I, a été nommée en son honneur.

## Distinctions
- Officier de la Légion d'honneur (11 aout 1855)[18]

## Armoiries

Ce prélat a modifié comme suit les armes de sa famille : d'argent, à une croix de calvaire, de sable, soutenue des lettres O.M.I. ; parti, d'azur à trois molettes d'or, au chef d'or, chargé de trois bandes de gueules.